# Alexander Ternovits
Alexander Josef Ternovits (n. 11 aprilie 1929, Lugoj) este un actor și scriitor român.

## Biografie
Alexander Ternovits s-a născut la Lugoj, la 11 aprilie 1929, în familia unuia dintre cei mai renumiți arhitecți de biserici din Banat, Iosif Ternovits. Talentul actoricesc l-a moștenit de la mama sa, Maria, pe care doar intervenția hotărâtă a părintelui ei a împiedicat-o să fugă, pe când avea 14 ani, la Viena, pentru a se face actriță.
A absolvit Gymnasiul German din Lugoj în anul 1943, apoi a obținut diploma de bacalaureat la Liceul Piarist din Timișoara. Pentru că trăsnăile hiperkineticului vlăstar alintat Buju ajunseseră de pomină în urbe, părintele l-a canalizat spre sport. Așa se face că, elev la Liceul Piarist din Timișoara, Ternovits a făcut schi, înot, tenis, rugby și atletism, ajungând, de mai multe ori, campion național în proba de viteză. Cu titlul în buzunar, în plină glorie, el a fost... cumpărat ca sportiv de clubul "Dinamo", de care a fost nevoit să se despartă la ordinul lui Nicolae Ceaușescu, doar pentru că era neamț. A ajuns muncitor la o fabrică de pantofi, "Prima-Banat", apoi a intrat la Facultatea de Agronomie pe locul...106, adică ultimul pe listă. De pe băncile facultății fostul mare sportiv s-a trezit șef al secției viticole din Recaș când în anul 1954 devine inginer agronom având specialitatea viticultură. Cei trei ani petrecuți “în vie” au fost un chef continuu, rememorează vedeta.
În 1957 a dat și luat concursul de actor al Teatrului German de Stat din Timișoara: “după concurs, am omenit tot juriul cu vin de Recaș”, râde Buju Ternovits. Regizorul Francisc Munteanu a pus ochii pe actorul timișorean, ca protagonist pentru filmul “Lada cu zestre”. După o escală pe scena gălățeană, din anul 1971 este atestat actor la Teatrul Național din Timișoara, în conformitate cu Decretul 2001/1971, unde a jucat până în 1987, când a decis să rămână în Germania Federală. Acolo a trăit experiența lagărului de imigranți, a debarasat mese într-o berărie din Munchen, a fost șofer și traducător. Dar nu s-a putut despărți nici de actorie, nici de România, așa că după 1989 a început “naveta pe invers”. În anul 2000 a redevenit actor al Teatrului German, iar mai apoi s-a reîntors și pe scena Naționalului.

### Activitatea teatrală
Este angajat în compartimentul artistic la Teatrul Național din Timișoara din anul 1961, fiind
actor invitat la Teatrul German de Stat din Timișoara, la Teatrul Maghiar "Csiky Gergely" din Timișoara și la Opera Română din Timișoara, până în anul 1982. Este cunoscut cu numele de scenă Buju Ternowitz prin interpretarea a nenumărate roluri din piese celebre, și în special prin rolul Franzi creat și pus în scenă chiar de el.
Printre rolurile sale de referință se numără partitura din drama schilleriană "Hoții", personajul Zigu, din "Oameni care tac", "Dracul uitat", jucată vreme de trei stagiuni cu casa închisă, Sir Andrew, din "A 12-a noapte" de Shakespeare, rolul lui Goebbels din "Ascensiunea lui Arturo Ui poate fi oprită", de Brecht, personajul Einstein, din "Geniul și zeița", Frosch, din opereta "Liliacul".
În perioada 1992-2005 este implicat într-un proiect cultural independent, spectacolul "One
man show Franzi din Iosefinul Timișorii" în care pe lângă rolul principal, interpretat în limbile germană, maghiară și română, semnează scenariul și regia. Spectacolul itinerant este susținut în localități din Germania, Austria, Ungaria și România.
Din anul 1999 până în anul 2003 este actor la Teatrul German de Stat din Timișoara iar până în anul 2006 actor invitat la Teatrul Național "Mihai Eminescu" din Timișoara. A apărut în peste 250 de emisiuni televizate de varietăți, preponderent pe postul național, la emisiunile secțiunilor din limba română, germană și maghiară. În domeniul cinematografiei a fost distribuit în mai multe producții românești.

### Cărți publicate
A publicat "Careul de ași", în anul 1994, "Încântătoarea viață a lui Buju Ternovits, actor și fantezist" în anul 2001, "Campionii" în anul 2003 și are în lucru volumul "50 de ani de râsul lumii".
Ne-a câștigat inimile prin aptitudinile sale actoricești și muzicale, demonstrate în cei peste 50 de ani de activitate artistică, în sute de reprezentații pe scene dramatice și lirice din țară și de peste hotare.

### Activitate umanitară
În decembrie 1989 a venit cu primele ajutoare umanitare (sânge și plasmă) pentru răniții revoluției. De asemenea s-a implicat în demersurile pentru obținerea în favoarea Timișoarei a unei donații de tramvaie din partea orașului München.

## Titluri de onoare
Alexander Ternovits a fost recomandat de Ioan Holender pentru a deveni cetățean de onoare al municipiului Timișoara.

## Filmografie
- Sfînta Tereza și diavolii (1972)
- Pe aici nu se trece (1975)